# Зелене (П'ятихатська міська громада)
Зелене — селище в Україні, П'ятихатській міській громаді Кам'янського району Дніпропетровської області.
Населення — 197 мешканців.

## Географія
Селище Зелене знаходиться на відстані 1 км від села Жовте. Поруч проходять автомобільна дорога М04 (E50) і залізниця, станція Зелена.

## Населення

### Мова
Розподіл населення за рідною мовою за даними перепису 2001 року:
| Мова       | Кількість | Відсоток |
| ---------- | --------- | -------- |
| українська | 185       | 93.91%   |
| російська  | 11        | 5.58%    |
| білоруська | 1         | 0.51%    |
| Усього     | 225       | 100%     |

## Інтернет-посилання
- Погода в селі Зелене [Архівовано 7 червня 2016 у Wayback Machine.]

1. ↑  Рідні мови в об'єднаних територіальних громадах України — Український центр суспільних даних